# فيروس التهاب دماغ الحصان الفنزويلي
التهاب الدماغ مرض يشكو مصابوه من ارتفاع قليل في درجة الحرارة ومن صداع يستمر عدة أيام. يمكن أن يسبب التهاب الدماغ الارتجاجات والغيبوبة، وقد يسبب الموت. وهناك عدة أنواع لالتهابات الدماغ، يتسبب في معظمها التلويث بالفيروسات والبكتيريا والمواد الكيميائية الضارة والطفيليات الدقيقة المختلفة.ومن أعراض هذا المرض النعاس والحمى والصداع. وضعف العضلات. وقد يسبب المرض حركات تشنجية وتشويشاً ذهنيًّا، وشللاً وصعوبة في السمع والبصر والنطق والبلع. وقد يصاب بعض مرضى التهاب الدماغ بعطب دائمٍ في الدماغ، إلا أن ذلك ليس شائع الحدوث. ويعتمد العلاج على سبب المرض.توجد بعض الفيروسات المسببة لمرض التهاب الدماغ في دم بعض أنواع الحيوانات بما في ذلك الطيور والخيول. وتنتقل إلى جسم الإنسان عن طريق لدغة البعوض الذي سبق أن لدغ حيواناً مصاباً.وفي بعض الحالات، تهاجم الفيروسات المسببة لبعض الأمراض، كالحصبة والنكاف، الدماغ وتسبب مرض التهاب الدماغ. يمكن أن يحدث هذا المرض أيضاً بسبب مضاعفات ناتجة عن التحصين. وتظهر أعراض عدة أنواع من التهاب الدماغ بعد شهور، أو سنين من دخول الفيروس المصاب جسم الإنسان. وتعرف هذه الفيروسات باسم الفيروسات البطيئة.والفيروسات التي تسبب مرض التهاب الدماغ في الإنسان، يمكن أن تسبب أمراضاً متصلة بهذا المرض لدى الحيوانات أيضًا. ففي عام 1971م، انتشر مرض الدماغ والنخاع الخيلي الفنزويلي، وهو التهاب في الدماغ والنخاع الشوكي، وأدى إلى موت مئات الخيول في الولايات المتحدة الأمريكية.يتصل مرض التهاب الدماغ اتصالاً قوياً بمرض الالتهاب السحائي، وهو التهاب الغشاء الذي يكسو الدماغ والنخاع الشوكي. انظر: الالتهاب السحائي. ويسمى المرض الذي يصيب كلاً من الدماغ والغشاء الذي يلفه باسم التهاب السحايا والدماغ